# Antenne parapluie
Une antenne parapluie ou antenne en parapluie est une antenne monopôle à charge capacitive par le haut, constituée dans la plupart des cas d'un mât rayonnant (en) alimenté à l'extrémité au sol, auquel un certain nombre de câbles radiaux sont connectés au sommet, en pente vers le bas. Elles sont utilisées comme antennes d'émission en dessous de 1 MHz, dans les bandes MF, BF et particulièrement TBF (ou VLF), à des fréquences suffisamment basses pour qu'il ne soit pas pratique ou faisable de construire une antenne monopôle quart d'onde de taille normale. L'extrémité extérieure de chaque câble radial, qui descend du sommet de l'antenne, est reliée par un isolant à une corde de soutien ou à un câble isolé (généralement) ancré au sol ; les câbles radiaux peuvent également soutenir le mât en tant que haubans. Les fils radiaux font ressembler l'antenne à la structure métallique d'un parapluie géant (sans la toile), d'où son nom.

Schéma d'une antenne parapluie alimentée par la base. Les cylindres rouges sont des isolateurs. Les câbles sont des drisses. Sous l'antenne se trouve un système de mise à la terre par fil radial (non représenté).

La capacité de tête est formée de câbles obliques isolés du sol et connectés au sommet du pylône. La capacité de tête réduit la longueur réelle de l'antenne  monopôle mais augmente sa longueur efficace. Ce type d'antenne est difficile à adapter et son coût est relativement élevé.

## Conception
L'antenne est supportée par un mât central en acier tubulaire ou un mât en treillis. Le sommet du mât est fixé à un anneau de fils radiaux également espacés qui s'étendent en diagonale jusqu'à proximité du sol, où chacun est fixé à l'aide d'un isolateur de contrainte (en) à une longueur de fil ou de corde non rayonnante (drisse) qui est ancrée au sol. Les fils du parapluie peuvent également servir structurellement de haubanage pour soutenir le mât. Il existe plusieurs méthodes différentes pour alimenter l'antenne à partir de l'émetteur :
Dans le cas de l'alimentation par la base, le mât repose sur un isolateur électrique en céramique épaisse qui l'isole du sol, et la ligne d'alimentation de l'émetteur d'ondes radioélectriques est attachée à la base du mât. Le mât sert d'élément rayonnant unipolaire. Dans les antennes de forte puissance, le mât est mis à la terre, les fils du parapluie sont isolés à l'endroit où ils se connectent au mât central et sont attachés à des fils rayonnants verticaux qui pendent parallèlement au mât et qui sont alimentés à la base. Cette construction est utilisée pour les antennes de grande puissance dans lesquelles la tension très élevée de l'antenne rendrait difficile l'isolation du mât par rapport au sol,,.
Sous l'antenne se trouve un grand système de mise à la terre électrique connecté au côté opposé de la ligne d'alimentation, composé de fils enterrés dans la terre s'étendant radialement de la base du mât jusqu'au bord des fils de parapluie.

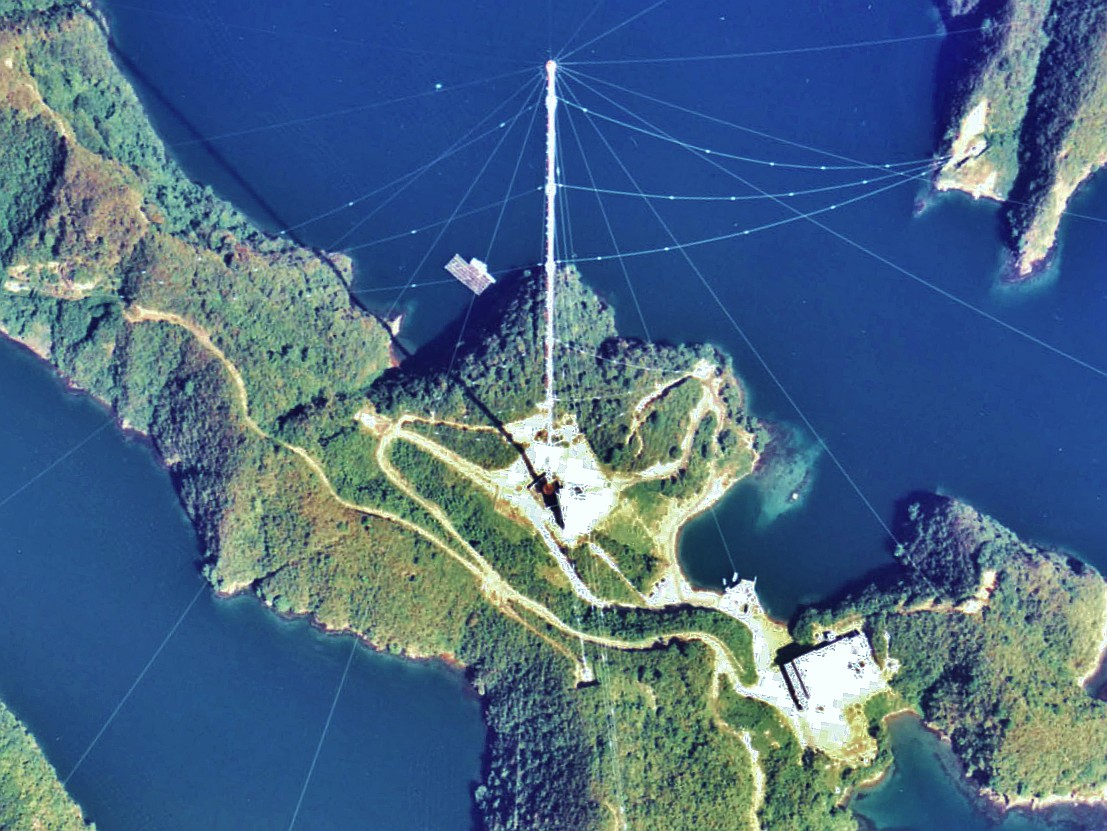
Antenne H du système de navigation Omega, un système obsolète de Système de navigation Oméga, Tsushima, Japon, 389 mètres, construite en 1973. Émission sur 10–14 kHz.
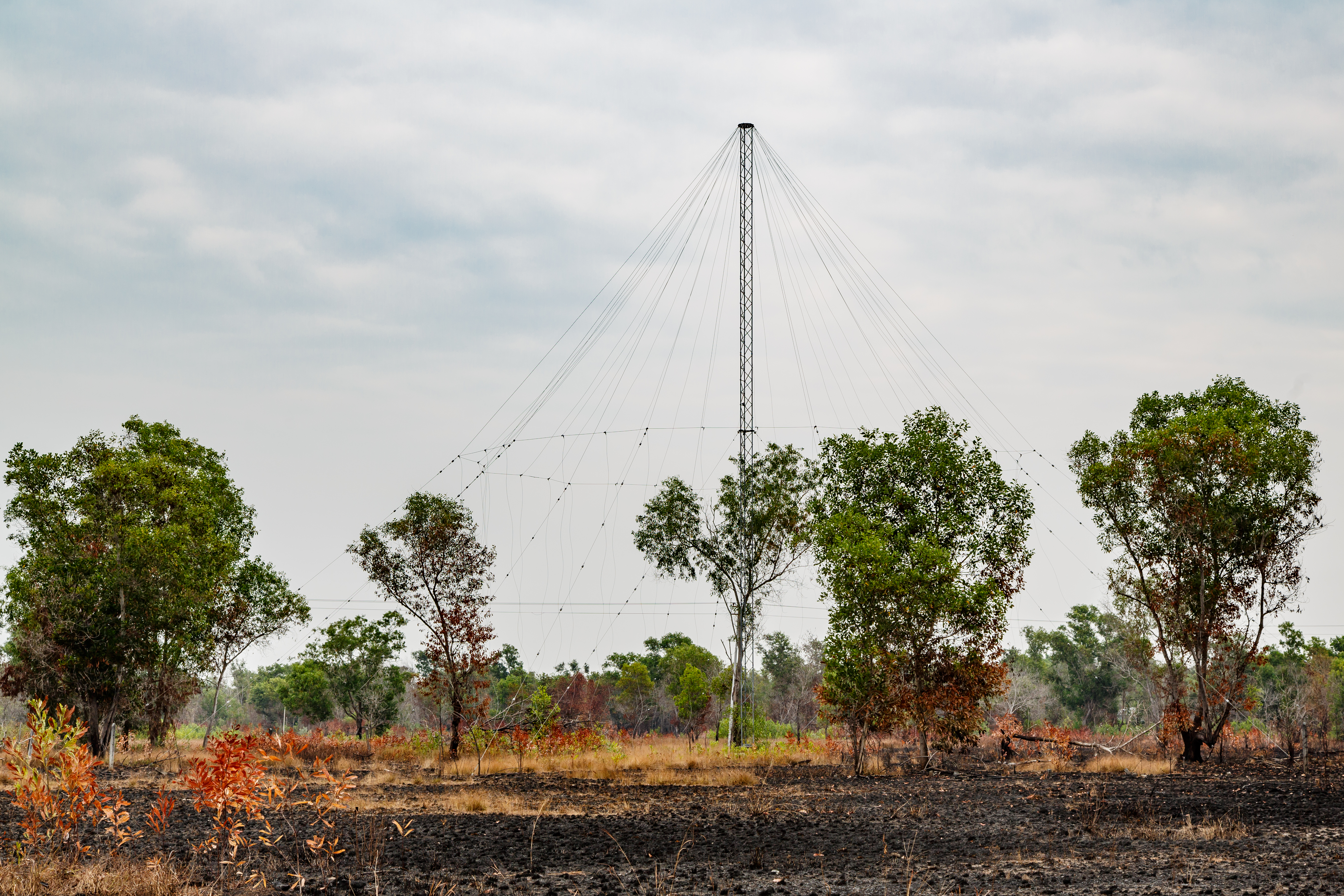
Antenne de Radio Televisyen Malaysia (RTM), Tuaran, district de Sabah, Malaisie
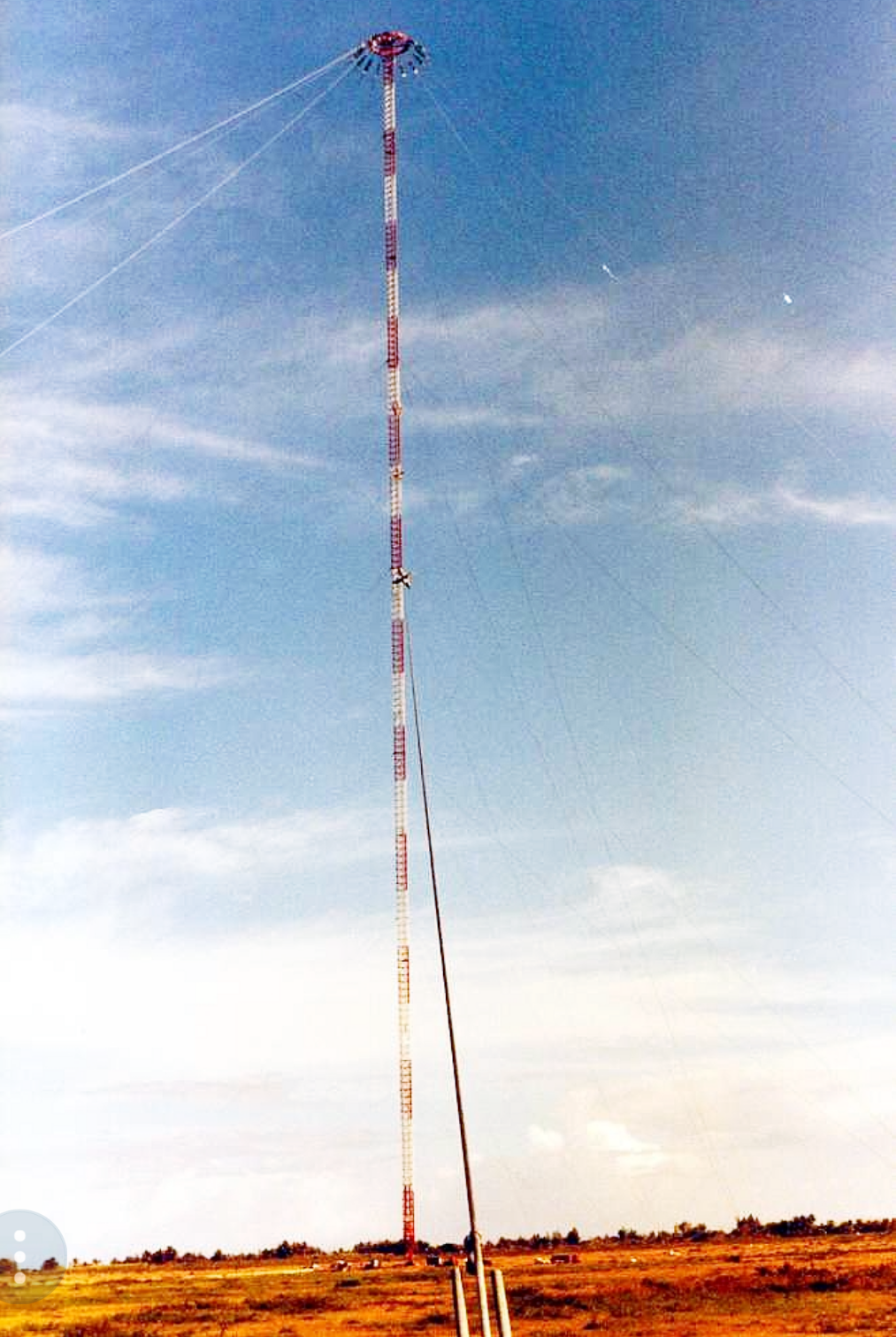
Antenne de la station E du système de navigation Oméga, de 428 mètres à Chabrier, île de la Réunion.
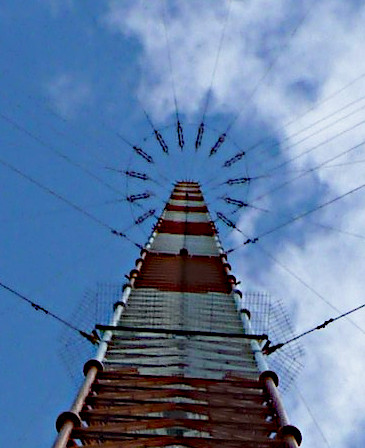
Sommet du mât de 432 m de la station G du système de navigation Oméga, Victoria, Australie, montrant les isolateurs qui fixent les 16 fils du parapluie au mât.

Dans le cas d'une alimentation radiale, l'antenne peut être alimentée en appliquant le courant de l'émetteur aux extrémités d'un ou de plusieurs fils radiaux au lieu du mât. Dans ce cas, le mât central est mis à la terre. Comme dans le cas de l'alimentation par fil, il n'est pas nécessaire d'utiliser un isolateur pour le support du mât, ni un isolateur dans les câbles d'alimentation des feux de balise d'aviation (en) du mât. Ce type de montage d'alimentation a été utilisée dans trois emplois des antennes parapluie pour le système de radionavigation obsolète Omega qui fonctionnait à 10-14 kHz, afin d'éliminer le problème très difficile de l'isolation de la base du mât avec la différence de potentiel de l'antenne de 200 kV.

## Fonctionnement
Le mât vertical, isolé du sol, ou les fils rayonnants verticaux, fonctionne comme une antenne monopôle résonante,,. Aux basses fréquences utilisées, la hauteur du mât est bien inférieure à sa longueur de résonance, soit le quart de longueur d'onde ({\displaystyle {\tfrac {1}{4}}\lambda \ }), ce qui en fait une antenne très courte électriquement ; elle possède une très faible résistance de rayonnement et serait un élément rayonnant inefficace sans les fils de charge supérieure. Le courant oscillant provenant de l'émetteur remonte le long du mât et se répartit à peu près également entre les fils de charge supérieure. Il est réfléchi par les extrémités des fils et redescend le long du mât. Le courant sortant et le courant réfléchi se superposent, formant une onde stationnaire constituée de la partie arrière d'une onde sinusoïdale.
En raison des réflexions sur le sol et de l'emplacement symétrique des fils de charge supérieure, mesurés loin de l'antenne, les ondes radio rayonnées par les fils de rayon en forme de parapluie s'annulent en grande partie, de sorte que les fils de rayon eux-mêmes ne rayonnent pratiquement pas de puissance radioélectrique. Au lieu de cela, les fils du parapluie fonctionnent comme une "charge supérieure" capacitive remplaçant une partie ou la totalité de la capacité qui serait fournie par le sommet d'un mât quart d'onde de pleine longueur. Les fils de terre enterrés ou posés sur le sol sous l'antenne fonctionnent comme la plaque inférieure correspondante du "condensateur" géant. La capacité supplémentaire augmente le courant dans le mât vertical en raison de la charge supplémentaire nécessaire pour charger et décharger la charge supérieure à chaque moitié du cycle RF. Dans le meilleur des cas, cela peut doubler le courant total et quadrupler la puissance rayonnée, augmentant le signal jusqu'à 6 dB par rapport au niveau qu'il atteindrait avec un mât court et sans charge supérieure.
Pour accorder la grande réactance capacitive de l'antenne et la rendre résonante à la fréquence de fonctionnement afin qu'elle puisse être alimentée efficacement, un grand inducteur (bobine de charge) est placé dans la ligne d'alimentation en série avec l'antenne, à sa base. L'autre côté de la ligne d'alimentation de l'émetteur est connecté au système de mise à la terre. L'antenne et la bobine forment un circuit accordé. Leur grande réactance et leur faible résistance confèrent généralement à l'antenne un facteur Q élevé, de sorte qu'elle dispose d'une bande passante étroite sur laquelle elle peut fonctionner. Dans les grandes antennes parapluie utilisées dans la bande de la  très basse fréquence, la largeur de bande de l'antenne peut être inférieure à 100 hertz.
Vous trouverez ci-dessous plusieurs variantes d'antennes parapluies à mât mis à la terre développées par l'armée américaine dans les années 1970 pour une utilisation dans la bande des basses fréquences.

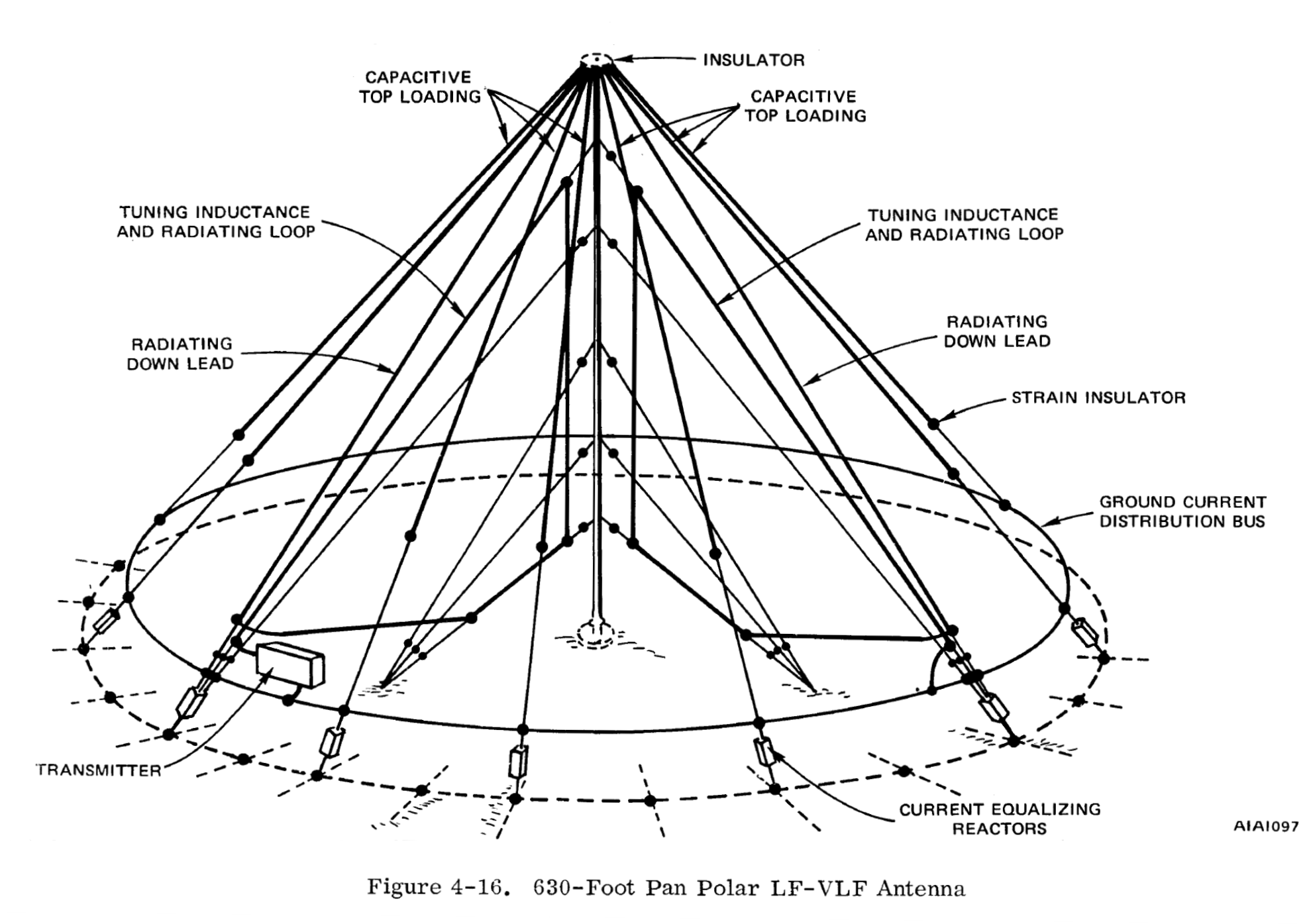
Antenne polaire Pan.
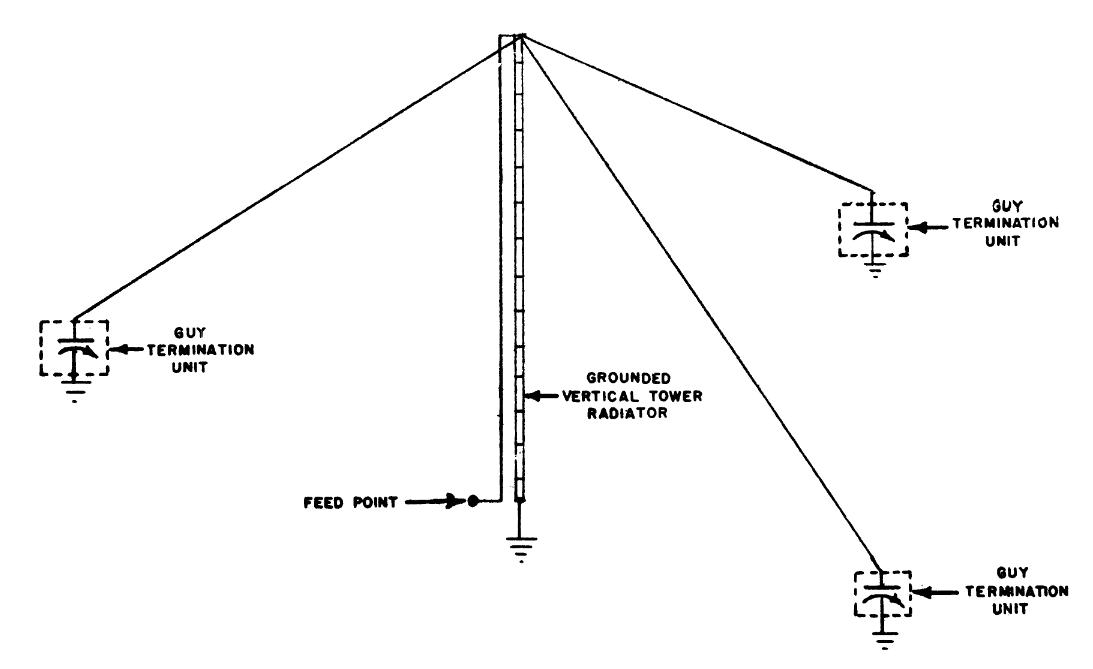
Antenne Nord.

## Diagramme de rayonnement
Les antennes parapluie émettent des ondes radio avec une polarisation verticale dans un diagramme de rayonnement omnidirectionnelle. L'intensité maximale du signal est émise dans les directions horizontales et diminue de façon monotone avec l'angle d'élévation jusqu'à zéro au zénith. En raison de la charge supérieure importante, elles sont généralement plus efficaces que l'autre antenne à charge supérieure courante, l'antenne en T, aux basses fréquences, et sont largement utilisées dans la bande des VLF.
Les ondes de sol sont des ondes polarisées verticalement qui s'éloignent de l'antenne horizontalement, juste au-dessus du sol. Par conséquent, les antennes parapluie sont de bonnes antennes à ondes de sol et sont utilisées comme antennes de radiodiffusion dans les bandes d'ondes moyennes et d'ondes longues.
Le gain d'une antenne parapluie, comme d'autres antennes unipolaires électriquement courtes, est d'environ 3,52 dBi si elle est significativement plus courte que {\displaystyle {\tfrac {1}{4}}\lambda ~.}
Comme les fils diagonaux sont inclinés vers le bas, le courant qu'ils contiennent a une composante verticale. Ce courant est dans une direction opposée au courant dans le mât, de sorte que loin du mât, les ondes radio qu'il émet sont déphasées de 180° par rapport aux ondes radio provenant du mât, et les annulent partiellement. Ainsi, les câbles parapluie protègent partiellement le mât, réduisant la puissance rayonnée. Avec suffisamment de fils de parapluie, toutes les ondes radio émises par la partie du mât située au-dessus de la base du parapluie sont bloquées, et le seul rayonnement provient de la partie du mât située en dessous du parapluie.

## Applications
En raison de leur grande charge capacitive, les antennes parapluie comptent parmi les conceptions d'antennes les plus efficaces aux basses fréquences et sont utilisées pour les émetteurs dans les bandes LF et VLF pour les aides à la navigation et les communications militaires. Elles sont couramment utilisées pour les stations commerciales de radiodiffusion ondes moyennes et ondes longues. Elles sont couramment utilisées pour les stations de radiodiffusion AM commerciales à ondes moyennes et à ondes longues. Des antennes parapluies d'une hauteur de 15 à 460 mètres sont en service[réf. nécessaire]. Les plus grandes antennes parapluies sont les antennes trideco (ci-dessous) construites pour les stations d'émission navales VLF qui communiquent avec les sous-marins immergés. Huit antennes parapluie de 350 mètres de haut sont utilisées dans un réseau de l'installation allemande de communications VLF, fonctionnant à environ 20 kHz avec une grande efficacité de rayonnement bien que leur longueur soit seulement de 1/ 40  de la longueur d'onde[réf. nécessaire].
Avec l'adoption progressive dans le monde entier de deux nouvelles bandes de radioamateurs des 630 mètres et des 2 kilomètres, les amateurs disposant d'un terrain adéquat ont repris l'utilisation de cette conception.

## Antenne trideco
L'antenne trideco est une énorme antenne parapluie spécialisée utilisée dans quelques émetteurs militaires de grande puissance à très basse fréquence (VLF),. Dans une antenne parapluie conventionnelle, l'utilisation des haubans inclinés comme charge capacitive supérieure présente certains inconvénients : Tout d'abord, comme les fils du parapluie doivent être ancrés au sol, leur longueur est limitée. Aux basses fréquences, la longueur des fils de charge supérieure nécessaire est bien plus grande que celle des haubans, et sans mâts de soutien supplémentaires, les fils s'affaisseraient au sol. Deuxièmement, comme les fils sont inclinés, le courant qu'ils contiennent a une composante verticale. Ce courant vertical est dans la direction opposée au courant dans le mât, de sorte que les ondes radio qu'il émet sont déphasées de 180° par rapport au rayonnement du mât, et l'annulent partiellement.
Dans la conception trideco, les fils de charge supérieure s'étendent horizontalement depuis le sommet du mât central, soutenu par un anneau de 12 mâts entourant le mât central, pour créer une "plaque de condensateur" parallèle à la Terre, entraînée au centre,. Les fils de charge supérieure se présentent sous la forme de six panneaux en forme de rhomboïde (diamant) s'étendant symétriquement à partir du mât central à des angles de 60°, donnant à l'antenne la forme d'une étoile à six branches lorsqu'elle est vue d'en haut. Au lieu d'utiliser le mât central lui-même comme radiateur, chaque panneau est connecté à un fil radiateur vertical à côté du mât central, et les six fils radiateurs sont alimentés en phase à la base. Cela élimine le problème difficile de l'isolation du mât par rapport au sol pour les tensions extrêmement élevées utilisées. Cela permet également de couper l'alimentation de l'un des panneaux et de le descendre au sol pour l'entretenir pendant que le reste de l'antenne fonctionne. Sous l'antenne, un énorme système de mise à la terre radial est enfoui dans le sol et forme la "plaque" inférieure du condensateur avec la charge supérieure aérienne. L'antenne doit être très grande aux fréquences VLF utilisées ; les mâts de soutien mesurent 250 mètres (820,21 pi) à 300 m de haut environ, et la charge supérieure a un diamètre d'environ 1 900 mètres (6 233,6 pi).
L'antenne trideco a été développée pour les émetteurs navals de forte puissance, qui émettent sur des fréquences comprises entre 15 et 30 kHz à des puissances allant jusqu'à 2 mégawatts, pour communiquer avec les sous-marins immergés dans le monde entier. Il s'agit de la conception d'antenne la plus efficace trouvée jusqu'à présent pour cette gamme de fréquences, atteignant des rendements de 70-80% là où d'autres conceptions d'antennes VLF ont des efficacités de 15-30% en raison de la faible résistance au rayonnement du monopôle très court électriquement. L'antenne a été inventée par Boynton Hagaman de Development Engineering Co. (DECO) et installée pour la première fois à Cutler, Maine en 1961. L'inspiration pour la conception était l'antenne parapluie de l'émetteur Goliath (en) de 1 mégawatt construit par la marine de l'Allemagne nazie en 1943 à Kalbe (Milde), Allemagne. Aujourd'hui, on trouve des antennes trideco dans quelques bases militaires à travers le monde, comme la station radio navale de Cutler dans le Maine (États-Unis), la station de communication navale Harold E. Holt à Exmouth (Australie) et la station radio Anthorn à Anthorn (Royaume-Uni). Une antenne 3 panneaux modifiée se trouvait à NSS Annapolis (en), Annapolis, Maryland, mais a été mise hors service en 1990.

## Histoire
Les antennes en parapluie ont été inventées à l'époque de la télégraphie sans fil, entre 1900 et 1920, et utilisées avec des émetteurs à arc et des alternateurs haute fréquence d'Alexanderson de puissance sur les bandes ondes longues pour transmettre des informations en code morse. Les basses fréquences étaient utilisées pour les communications transcontinentales à longue distance, et les antennes étaient courtes électriquement, de sorte que des antennes à charge capacitive, plus faciles à réaliser, étaient utilisées. Les antennes en parapluie se sont développées à partir des grandes antennes capacitives multifilaires utilisées par Guglielmo Marconi lors de ses efforts pour réaliser une communication transatlantique fiable.
En France, Camille Tissot a également utilisé une antenne en parapluie (initialement haute de 42 m, mais réduite à 33 m après avoir été cassée par les vents) pour la station Ouessant TSF indicatif FFU dès 1904, effectuant des liaisons radiotélégraphiques sur 500 kHz.  
L'une des premières antennes à utiliser cette conception était le mât tubulaire de 420 pieds (128,016 m) érigé en 1905 par Reginald Fessenden pour son émetteur à étincelles expérimental à Brant Rock (Massachusetts) avec lequel il a effectué la première transmission transatlantique bidirectionnelle, communiquant avec une antenne identique à Machrihanish (en), en Écosse. Les fils attachés au sommet (4 ou 8, selon la source) étaient reliés électriquement au mât et tendus en diagonale jusqu'à la surface, où ils étaient isolés du sol. Un autre exemple précoce est l'antenne en parapluie construite en 1906 par Adolf Slaby à la station d'émission de Nauen, la première station radio à longue portée d'Allemagne, consistant en un mât rayonnant en treillis d'acier de 100 mètres (328,08 pi) de hauteur avec 162 câbles parapluie attachés au sommet, ancrés par des cordes de chanvre (drisses) au sol à 200 m de la tour. Les petites antennes en parapluie ont été largement utilisées avec les émetteurs portables par les corps de transmissions militaires pendant la Première Guerre mondiale, car il n'était pas possible d'installer des antennes quart d'onde de taille normale.
Les antennes en parapluie ont été utilisées sur la plupart des émetteurs du système de navigation Oméga, fonctionnant autour de 10 kHz, sur les stations DECCA (navigation) et sur les stations LORAN-C (en), fonctionnant à 100 kHz avec des mâts centraux d'environ 200 mètres de haut, avant que ces systèmes ne soient mis hors service.